# Cheffi Meatchi
Joséphine Cheffi Meatchi est une femme politique togolaise.

## Biographie
Meatchi est l'une des six femmes élues au Parlement du Togo en 1979 ; les autres étaient Abra Amedomé, Kossiwa Monsila, Essohana Péré, Zinabou Touré et Adjoavi Trénou. Elle est l'épouse du vice-président togolais Antoine Meatchi, et elle-même a servi plus tard dans le gouvernement ; elle a été secrétaire d'État aux affaires sociales et féminines en 1984.